# SYM・RV250
SYM・RV250とは2006年1月にSYMより発売されたスクータータイプのオートバイである。

## 概要
2006年に国内販売が開始された。2007年よりインジェクションタイプのRV250EFIがラインナップに加わった。
台湾では2002年まで排気量規制のため排気量150cc以上のオートバイは販売することができなかった。しかし排気量の規制緩和により、台湾の競合メーカーキムコのグランドディンク250・エキサイティング250とほぼ同時期に販売が開始された。
台湾メーカーとしては250ccクラスのオートバイは未知の領域であるため、初期不良が多いと販売店などで説明される。また、輸入車であるため、組み立ては各販売店で行われる。そのため仕上がりのレベルは各販売店の技術者の技術レベルに左右されることも、初期不良の多さにつながっており、国産ほどの品質は望めないというのが販売店の見解である。

## 諸元
| RV250 - 全長:2165mm - 全幅:870mm - 全高:1380mm - 軸間距離:1495mm - シート高:740mm - 乾燥重量:173.0kg - エンジン形式:水冷4サイクル - バルブ方式:4バルブ単気筒 - 総排気量:249.4cc - 内径x行程:71mm×63mm - 圧縮比:10.5：1 - 始動方式:セル - 最大出力:15.4kW（21ps）/7500rpm - 最大トルク:21.6N・m（2.2kg-m）/6500rpm - 燃料タンク容量:12L - ブレーキ:前：ディスク（径240mm）/後：ディスク（径220mm） - タイヤサイズ:前：110/90-13 56P/後：130/70-13 57P | RV250EFI - 全長:2165mm - 全幅:870mm - 全高:1380mm - 軸間距離:1495mm - シート高:740mm - 乾燥重量:184.0kg - エンジン形式:水冷4サイクル - バルブ方式:4バルブOHC単気筒 - 総排気量:249.4cc - 内径x行程:71mm×63mm - 圧縮比:10.5：1 - 始動方式:セル - 最大出力:16.4kW（22ps）/8000rpm - 最大トルク:22.8N・m（2.3kg-m）/5500rpm - 燃料タンク容量:12L - ブレーキ 前：ディスク（径240mm）/後：ディスク（径220mm） - タイヤサイズ 前：110/90-13 56P/後：130/70-13 57P |